# رضوى عبد اللطيف
رضوى عبد اللطيف (مواليد 15 أكتوبر 1989) هي لاعبة رماية مصرية. مثّلت مصر في منافسات الرماية مسدس هواء 10 متر في الألعاب الأولمبية الصيفية 2020.

## المشاركة الأولمبية

### الألعاب الأولمبية الصيفية 2020
| الرياضيّة        | الحدث                        | التصفيات | التصفيات | النهائي  | النهائي  |
| الرياضيّة        | الحدث                        | النقاط   | الترتيب  | النقاط   | الترتيب  |
| --------------- | ---------------------------- | -------- | -------- | -------- | -------- |
| رضوى عبد اللطيف | الرماية – مسدس الهواء 10 متر | 560      | 40       | لم تتأهل | لم تتأهل |